# 兴安乡 (集贤县)
兴安乡，是中华人民共和国黑龙江省双鸭山市集贤县下辖的一个乡镇级行政单位。

## 行政区划
兴安乡下辖以下地区：
笔架山村、精神村、柳河村、庆生村、和平村、永乐村、仁德村、忠厚村、合发村、宏德村、兴业村、兴一村、兴二村、兴三村、兴四村、光明村、保胜村、鲜兴村、兴旺村和双保村。